# Guillermo Arriaga Jordán
Guillermo Federico Arriaga Jordán (Ciudad de México; 13 de marzo de 1958) conocido como Guillermo Arriaga, es un  escritor, guionista, productor y director cinematográfico mexicano, conocido principalmente por escribir los guiones de películas como Amores perros, 21 gramos, Babel, Los tres entierros de Melquiades Estrada y The Burning Plain.
En 2020 fue el ganador del Premio Alfaguara de Novela por su obra titulada Salvar el fuego.

## Biografía
Arriaga pasó su infancia y juventud en la zona sur de la Ciudad de México, en la Unidad Modelo. A los trece años perdió el sentido del olfato como consecuencia de una brutal pelea callejera, lo que le serviría de inspiración para algunos de sus mejores guiones. La Ciudad de México con sus vidas y calles sigue siendo fuente de inspiración en su trabajo creativo. Un dicho que aplica es «puede ser que yo haya salido de la calle, pero la calle no ha salido de mí» y al igual que Delibes, se define a sí mismo más como un cazador que escribe, que como un escritor.

Sobre esta pasión suya, ha dicho: 
«Me gusta cazar porque es un rito muy profundo que enfrenta la vida con la muerte, la belleza con el horror. La caza acerca a la verdad de las cosas. Todo mi trabajo es sobre la caza y todos mis personajes se comportan como cazadores. Me gustan los animales y los que más respeto son los que cazo. Ah, y solo cazo animales que me como».
Estudió Ciencias de la Comunicación y obtuvo una maestría en Historia en la Universidad Iberoamericana, donde más tarde impartió varios cursos en estudios de medios de comunicación.
Su primera novela, Escuadrón Guillotina, la publicó en 1991 y tres años más tarde salió Un dulce olor a muerte, que sería llevada al cine en 1999 por Gabriel Retes con guion de Edna Necochea. La tercera, El búfalo de la noche, aparece en 1999 y, ya con guion del mismo Arriaga; Jorge Hernández Aldana rueda en 2007 la película homónima.
Junto con Alejandro González Iñárritu, Arriaga planeó tres historias cortas en las que mostraría las contradicciones de la vida en la Ciudad de México, pero después de tres años y de 36 anteproyectos estas se extendieron para convertirse en el largometraje Amores perros (2000). La película, que echa un enérgico vistazo a la parte obscura de la vida mexicana, ganó una nominación al Oscar en el 2001, así como un BAFTA en el 2002 y también el de los jóvenes críticos en el Festival de Cannes del 2000, además de muchos otros galardones alrededor del mundo. 

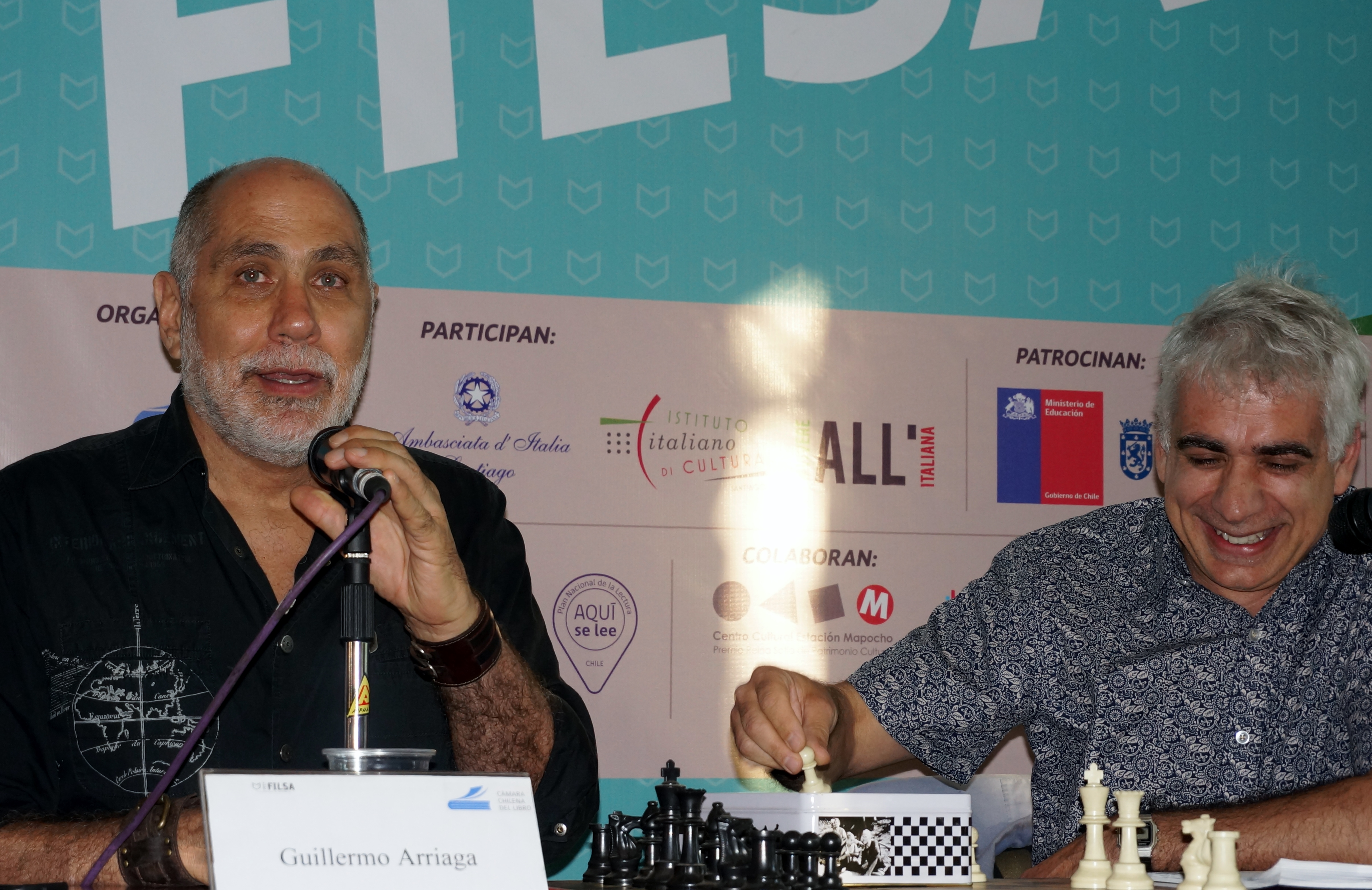
Con Boris Quercia en la FILSA 2017

Después del éxito de Amores perros, Arriaga y González Iñárritu fueron invitados por la compañía estadounidense Universal/Focus para realizar 21 gramos, protagonizada por Benicio Del Toro, Naomi Watts y Sean Penn. Ambos colaboraron en una tercera película, Babel, que forma una trilogía con las dos anteriores sobre temas relacionados con la muerte. 
En 2005 Tommy Lee Jones estrenó Los tres entierros de Melquiades Estrada, película con guion de Arriaga que obtuvo en Cannes los premios de mejor actor y mejor guion. Sin embargo, esa misma cinta fue objeto de algunas críticas por su abuso de lo casual.
El 10 de octubre de 2008, en la sexta edición del Festival Internacional de Cine de Morelia, presentó su ópera prima como director, The Burning Plain, película que, con Charlize Theron, Jennifer Lawrence, J.D. Pardo y Kim Basinger como protagonistas, se distribuyó en España bajo el título de Lejos de la tierra quemada; en México, Fuego; en Venezuela, Corazones ardientes y en otros países de Hispanoamérica, Camino a la redención. 
En 2016, Arriaga volvió a la novela con la publicación de El salvaje, una historia que «trata sobre la intolerancia». El escritor ha empleado cinco años y medio para sacar adelante esta obra. Arriaga ha manifestado en relación con esta obra: «Únicamente tenía pensadas varias páginas cuando empecé a escribir, no sabía hacia dónde iba, sin mapa ni brújula. Supongo que esto tiene algo de la experiencia de los exploradores del continente americano, que llegaron sin tener ni idea de lo que se iban a encontrar». El 15 de junio de 2021 la organización Save the Children presenta Ana, un cómic escrito por Arriaga e ilustrado por el dibujante Humberto Ramos, que busca mostrar la realidad de los niños migrantes con el fin de concienciar a la sociedad.

## Novelas
- Escuadrón Guillotina (1991), ed. Planeta México y reeditado en 2007 por ed. Belacqva.
- Un dulce olor a muerte (1994), ed. NAVONA_INELUDIBLES, enero de 2019.
- El búfalo de la noche (1999), ed. Norma Editorial y reeditado en 2006 por ed. Belacqva.
- Retorno 201 (2006), cuentos escritos hace más de 20 años, ed. Páginas de Espuma.[4]
- El salvaje (2016), ed. Alfaguara.[9][10]
- Salvar el fuego (2020), Ed. Alfaguara.[11][12]
- Extrañas (2023)[13]

## Filmografía

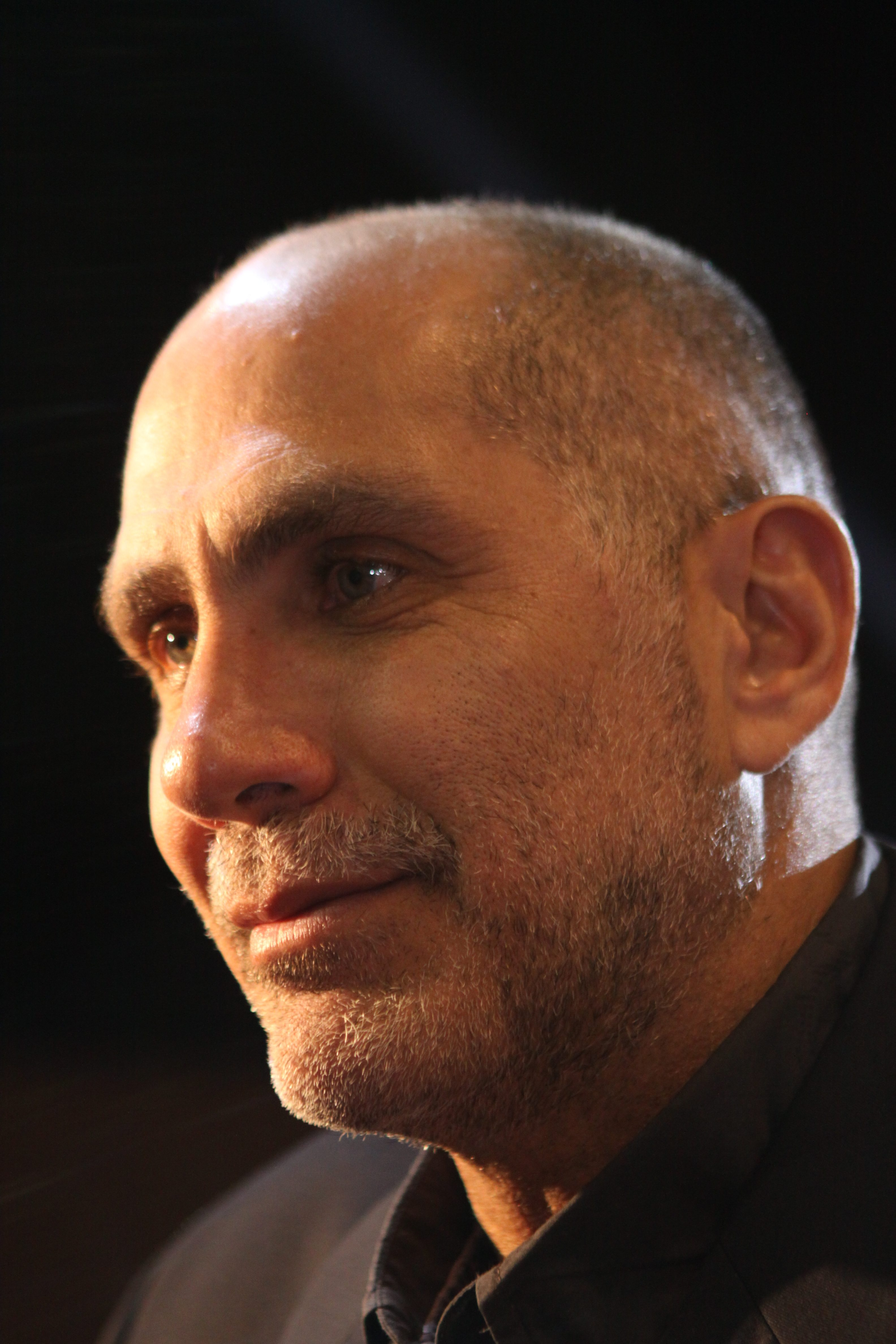
Arriaga en el Festival de Guadalajara 2009.

### Cortometrajes
- Campeones sin límite (1997), documental corto, guion y dirección
- Rogelio, cortometraje ficción (2000), guion y dirección
- The Hire: Powder Keg (2001), guion
- La hora cero (2008), guion[14]
- El pozo (2010), guion
- Broken Night (2013)

### Largometrajes
Guionista
- Trilogía Arriaga-Iñárritu:
  - Amores perros (2000), dirigida por Alejandro González Iñárritu
  - 21 gramos (2004), dirigida por Alejandro González Iñárritu
  - Babel (2006), dirigida por Alejandro González Iñárritu
- Los tres entierros de Melquiades Estrada (2005), dirigida por Tommy Lee Jones
- El búfalo de la noche (2007), dirigida por Jorge Hernández Aldana

Director y guionista
- The Burning Plain (2008, Lejos de la tierra quemada en España; Fuego en México; Corazones Ardientes en Venezuela; Camino a la redención en otros países de Hispanoamérica).

Adaptaciones de sus obras
- Un dulce olor a muerte (1999, basada en su novela homónima de 1994), dirigida por Gabriel Retes.

## Premios y nominaciones
Premios Óscar
| Año  | Categoría            | Película | Resultado |
| ---- | -------------------- | -------- | --------- |
| 2007 | Mejor guion original | Babel    | Nominado  |

Festival Internacional de Cine de Cannes
| Año  | Categoría             | Película                                 | Resultado |
| ---- | --------------------- | ---------------------------------------- | --------- |
| 2005 | Premio al mejor guion | Los tres entierros de Melquiades Estrada | Ganador   |

- Premio Mazatlán de Literatura 2017 por El salvaje[17]
- Premio Alfaguara de Novela 2020 por Salvar el fuego[18]

## Vida familiar
Su hermana, Patricia Arriaga, fue ejecutiva de Once TV y es directora de cine, creadora por ejemplo de la serie de televisión Malinche, acerca de la intérprete de Hernán Cortés, y de la serie de televisión Juana Inés, acerca de la escritora novohispana.